# Esmeraldeño
L’esmeraldeño est une langue amérindienne isolée parlée, au XIXe siècle, dans l'ouest de la province d'Esmeraldas, sur le cours inférieur de la rivière du même nom en Équateur.

## Histoire
En 1825, un voyageur britannique signale que la langue est parlée dans le port côtier d'Esmeraldas, par une population de Zambos, des descendants d'esclaves africains et d'Indiens. Selon la tradition locale, rapportée par ce voyageur, des esclaves survivants d'un naufrage auraient massacré les hommes de la tribu et épousé les femmes.
La langue n'est connue que par les données recueillies en 1877, par J. M. Pallares. Pour Adelaar, il est possible qu'il y ait eû une créolisation partielle de l'esmeraldeño.

## Phonologie
Adelaar (2004) a reconstitué la phonologie de la langue.

### Voyelles
La source connue présente cinq voyelles, e, a, i, o, u. Cependant, il est possible que la langue n'ait que trois phonèmes vocaliques, a, i et u.

### Consonnes
Les phonèmes consonantiques peuvent être classés ainsi :
- Les occlusives : p, t, k, b, d, g.
- Une affriquée : ch.
- Les fricatives : f, s, sh, j, h, v.
- Les liquides : r, rr, l, ll.
- Les nasales : n, m.
- Les semi-voyelles : w, y.

La valeur réelle de ces lettres est difficile à déterminer. Ainsi h et j ainsi que b et v semblent être en distribution complémentaire.